# Briana Scott
Briana Scott (* 27. Juni 1990 in Vancouver als Briana Hungerford) ist eine kanadische Leichtathletin, die sich auf den Langstreckenlauf spezialisiert hat.

## Sportliche Laufbahn
Erste Erfahrungen bei internationalen Meisterschaften sammelte Briana Scott im Jahr 2023, als sie bei den Weltmeisterschaften in Budapest mit 15:42,56 min in der Vorrunde im 5000-Meter-Lauf ausschied. Im November gelangte er bei den Panamerikanischen Spielen in Santiago de Chile mit 16:27,79 min auf den siebten Platz. Im Jahr darauf verpasste sie bei den Olympischen Sommerspielen in Paris mit 16:47,30 min den Finaleinzug über 5000 Meter.
2023 wurde Scott kanadische Meisterin im 5000-Meter-Lauf.

## Persönliche Bestzeiten
- 1500 Meter: 4:12,61 min, 16. Juli 2023 in Victoria
- 3000 Meter: 8:58,83 min, 23. Juni 2023 in Langley
  - 3000 Meter (Halle): 8:57,52 min, 13. Januar 2024 in Seattle
- 5000 Meter: 15:19,51 min, 14. Juli 2023 in Langley